# Perfectamundo
Perfectamundo (исп. искаж. Прекрасный мир) — дебютный сольный альбом Билли Гиббонса, лидера американской рок-группы ZZ Top, вышедший в 2015 году. Строго говоря, альбом не является сольным, поскольку записан с участием бэк-группы The BFG's (Billy Frederick Gibbons). На альбоме Билли Гиббонс представил смесь традиционного для него блюз-рока с афро-кубинской музыкой, мотивами латин-джаза, мамбо, сальсы, ча-ча-ча  

## Название
Perfectamundo - это искажённое испанское mundo perfecto (исп. Прекрасный мир), слово из спанглиша, диалекта, распространённого с обеих сторон границы США и Мексики. Билли Гиббонс сказал: 
Это не настоящий испанский. Если бы кто-то воскликнул «Это прекрасный мир», это было бы «mundo perfecto». Это словосочетание в искажении кажется немного лучше, по крайней мере для моего минимального уровня владения испанским. Кое-кто называет это «спанглишем». Я называю это «слэнгишем» — сленговым испанским.
Оригинальный текст (англ.)It’s not real Spanish. If one were to exclaim “it’s a perfect world” it would be “mundo perfecto”. By twisting it around it seems to flow a little better, or at least it does for my minimalist command of the language. Some people call it “Spanglish”; I call it “Slanguish” – slangified Spanish.

## Об альбоме
Начало альбому положило приглашение ZZ Top на джазовый фестиваль в Гаване. Для выступления музыканты подготовили сет из музыки с афро-кубинским колоритом . После фестиваля у Гиббонса оформилась идея выпустить альбом, на котором латинская и афро-кубанская музыка были бы положены на блюзовую и роковую основу. Как отметил гитарист, перкуссия в афро-кубанской музыке и буквально, и в переносном смысле, является движущей силой такой музыки, что вместе с блюзовой гитарой должно отлично звучать. . То, что Гиббонс всегда тяготел к афро-кубинской музыке, объясняется малоизвестным фактом: в молодые годы Гиббонс брал уроки игры на ударных инструментах у Тито Пуэнте, одного из корифеев мамбо, сальсы и латин-джаза. 
Отвечая на вопрос почему альбом выпущен соло, а не в составе ZZ Top, Гиббонс сказал, что запись альбома была скорее спонтанным процессом, нежели действием, направленным на результат, и что он сам удивился тому, что получилось: перкуссия, перкуссия и ещё раз перкуссия, — это не то, что он мог бы сделать в составе группы. 
Альбом записывался в Хьюстоне, Лос-Анджелесе, Остине и Испании в перерывах между турне ZZ Top, по словам Гиббонса альбом был записан по принципу «как получилось — так получилось». Помимо постоянно работающих с ZZ Top звукооператора группы Джо Харди и басиста/звукооператора Гэри Муна, в состав группы The BFG's вошли: Майк Флэнигин, клавишник на Hammond B3, неоднократно ранее работавший с ZZ Top, Мартин Джиджи, тоже клавишник, родившийся в Аргентине и выросший в Пуэрто-Рико, Алкс Гарца, бас-гитарист (отмеченный в участии на альбоме как бас-гитарист и вокалист, но по словам Гиббонса он обеспечивал перкуссию и хип-хоп колорит) и Грег Морроу, известный сессионный барабанщик . Для записи Гиббонс использовал свою неизменную гитару Les Paul Gibson «Pearly Gates» 1959 года выпуска, две гитары Fender: Esquire выпуска начала 1950-х и изготовленный в Испании Telecaster и ещё один Les Paul Gibson 1961 года выпуска. Гитары подключались в усилители Magnatone «Super ’59», Friedman «The Pink Taco» с усилителем Marshall очень ранних годов выпуска, и открытый для себя в Испании 50-ваттный усилитель «Bigtone Amps» испанского же производства.
Часть песен на альбоме исполнена Гиббонсом на английском языке, часть на испанском, а часть на спанглише. 
Отзывы об альбоме были в основном положительными: 
Альбом продемонстрировал впечатляющие навыки Гиббонса в гитаре, вокале и написании песен на фоне свежей, бодрой афро-кубинской музыки
Оригинальный текст (англ.)...the album casts Gibbons' formidable guitar, vocal and songwriting skills against a bracingly fresh Afro-Cuban backdrop
Стивен Томас Эрлевайн отмечает, что Гиббонс, после долгой и напряжённой работы с Риком Рубином над альбомом ZZ Top La Futura, позволил себе порезвиться, выйдя за рамки стиля группы, и с точки зрения музыки, и с точки зрения экспериментов со студийным оборудованием, к которым Гиббонс всегда тяготел. Обозреватель отмечает, что несмотря на то, что местами такие эксперименты оказались «придурковатыми» («деревянные» каверы старых песен Got Love if You Want It и Treat Her Right, обилие электронных звуков в Hombre Sin Nombre, старомодный рэп Quiero Mas Dinero), именно эта дурашливость и привлекает: Гиббонс играет в своё удовольствие, как «весёлый похабный старикан» 
Другие обозреватели также отмечают дух альбома:
Даже не фанаты ZZ Top оценят жизненную силу и избыток чувств, который бросается в глаза в каждом треке а те, кто был поклонником Гиббонса на протяжении его 45-летней (и продолжающейся) карьеры, должны быть вообще в восторге от этой заряженной энергией, пусть и временной, смены направления.    
Оригинальный текст (англ.)Even non-ZZ Top fans will appreciate the vitality and exuberance that jumps out of every track and those who have followed Gibbons’ 45 (and counting) year career should be delighted with this energetic if temporary change in direction.
Обозреватель Rolling Stone сказал, что на альбоме представлен разнообразный материал: хип-хоп и фанк в You're What's Happenin' Baby, рок-н-ролл в духе The Rolling Stones в Piedras Negras, соул 1960-х в Treat Her Right, и не всё сочетается без проблем. Однако «всё та же непритязательная гладкость и урчащая солидность» что зажгли Eliminator позволяют альбому держаться на плаву» 
Вместе с тем, некоторые отзывы были весьма сдержанными. Обозреватель popmatters.com, отметив в той или иной мере удачные на его взгляд песни Pickin’ Up Chicks on Dowling Street, Piedras Negras и Q’Vo, сказал, что «Однако, такие песни, как You’re What Happenin Baby» и Quiero Mas Dinero, — последняя с её неестественным реггетон-рэпом, — будут каждый раз всплывать в памяти и портить настроение, в то время, когда вы слушаете превосходные треки того же альбома». 
Perfectamundo по сути остывший блюз-рок (включающий в себя много подогретых стандартов) с нахлобученной ритм-секцией в духе латино для какой-то вожделенной, но не окупившейся фанк-достоверности 
Оригинальный текст (англ.)Perfectamundo is essentially tepid blues rock (featuring many warmed over standards) with a Latin rhythm section slapped on for some longed for but unrequited funk credibility.
Обозреватель Chicago Tribun, отметив несколько удачных по его мнению треков, сказал, что «Часть песен производят впечатление недоделанных, унылое нытьё с приделанным грувом, в котором нет ни первоклассной латинской музыки, ни разбитного блюзового скрипа ZZ Top.» 

## Список композиций
| №                   | Название                                                             | Автор(ы)                                                                             | Длительность |
| ------------------- | -------------------------------------------------------------------- | ------------------------------------------------------------------------------------ | ------------ |
| 1.                  | «Got Love If You Want It» (Получи любовь, если ты этого хочешь)      | Джеймс Мур                                                                           | 4:17         |
| 2.                  | «Treat Her Right» (Относись к ней хорошо)                            | Рой Хэд, Джен Куртц                                                                  | 2:23         |
| 3.                  | «You're What's Happenin', Baby» (Ты - это то, что случилось, детка)  | Билли Гиббонс, Майкл Барфилд, Майк Флэнигин, Алкс Гарца, Людовик Наварре, Джек Ницше | 6:07         |
| 4.                  | «Sal y Pimiento» (Соль и перец)                                      | Билли Гиббонс                                                                        | 3:13         |
| 5.                  | «Pickin' Up Chicks On Dowling Street» (Снимая чикс на Даулинг-стрит) | Билли Гиббонс, Джо Харди, Гэри Мун                                                   | 4:11         |
| 6.                  | «Hombre Sin Nombre» (Человек без имени)                              | Билли Гиббонс, Джо Харди, Гэри Мун                                                   | 3:49         |
| 7.                  | «Quiero Mas Dinero» (Надо больше денег)                              | Билли Гиббонс, Алкс Гарца, Джо Харди, Гэри Мун                                       | 3:26         |
| 8.                  | «Baby, Please Don't Go» (Пожалуйста, не уходи, детка)                | Джо Вильямс                                                                          | 2:31         |
| 9.                  | «Piedras Negras» (Чёрные камни)                                      | Билли Гиббонс, Джо Харди, Гэри Мун                                                   | 3:09         |
| 10.                 | «Perfectamundo» (Прекрасный мир)                                     | Билли Гиббонс, Алкс Гарца, Джо Харди, Гэри Мун                                       | 2:44         |
| 11.                 | «Q-Vo» (Привет!)                                                     | Билли Гиббонс, Джимми МакГрифф                                                       | 3:23         |
| Общая длительность: | Общая длительность:                                                  | Общая длительность:                                                                  | 39:13        |

## Участники записи
- Билли Гиббонс — вокал, гитара, фортепиано, орган Hammond B3, бас-гитара.
- Алкс «Guitarzza» Гарца — вокал, бас-гитара
- Майк Фланигин — орган Hammond B3
- Мартин «G.G.» ДжиДжи — фортепиано, орган Hammond B3
- Грег Морроу — ударные
- ансамбль Cubano Nationale Beat Generator — перкуссия
- Джо Харди — дополнительная гитара, клавишные, бас-гитара, вокал
- Гэри «G.L. G-Mane» Мун — дополнительная гитара